# Brezovk
Brezovk – wieś w Słowenii, w gminie Brda. W 2018 roku liczyła 10 mieszkańców.